# 日本私立大学联盟
日本私立大学联盟（英語：The Japan Association of Private Universities and Colleges）是一个日本私立大学的组织，共拥有111个法人及125所大学会员。通称私大连。

## 概要
1951年7月早稻田大学、庆应义塾大学等12所私立大学退出日本私立大学协会，同月24所私立大学（爱知、青山学院、大阪医科、大谷、关西、关西学院、庆应义塾、神户女学院、高野山、国学院、上智、圣心女子、中央、天理、东京齿科、东京女子、同志社、同志社女子、日本、明治、立教、立命馆、龙谷、早稻田）共同发起成立。1956年社团法人化，2012年改为一般社团法人。

## 历代会长
。

| 任 | 名字         | 在任职位          | 在任期间                      | 备注                                    |
| -- | ------------ | ----------------- | ----------------------------- | --------------------------------------- |
| 1  | 岛田孝一     | 早稻田大学校长    | 1951年7月28日 - 1955年4月1日  |                                         |
| 2  | 大浜信泉     | 早稻田大学校长    | 1955年4月1日 - 1961年2月28日  |                                         |
| 3  | 高村象平     | 庆应义塾长        | 1961年2月28日 - 1965年5月7日  |                                         |
| 4  | 永泽邦男     | 庆应义塾长        | 1965年5月18日 - 1969年5月7日  |                                         |
| 5  | 时子山常三郎 | 早稻田大学校长    | 1969年6月17日 - 1970年10月4日 |                                         |
| 6  | 佐藤朔       | 庆应义塾长        | 1970年12月1日 - 1975年2月28日 |                                         |
| 7  | 大泉孝       | 上智大学 名誉教授 | 1975年2月28日 - 1978年9月7日  | 上智大学 第5任校长（1953-1968）         |
| 8  | 村井资长     | 早稻田大学校长    | 1978年9月22日 - 1980年4月30日 |                                         |
| 9  | 大木金次郎   | 青山学院院长      | 1980年5月20日 - 1983年2月22日 | 1984年4月全日本私立幼稚园联合会初代会长 |
| 10 | 石川忠雄     | 庆应义塾长        | 1983年2月28日 - 1988年11月8日 |                                         |
| 11 | 西原春夫     | 早稻田大学校长    | 1988年11月9日 - 1993年2月28日 |                                         |
| 12 | 滨田阳太郎   | 立教学院校长      | 1993年2月28日 - 1994年5月26日 |                                         |
| 13 | 小山宙丸     | 早稻田大学校长    | 1994年5月31日 - 1995年2月28日 |                                         |
| 14 | 鸟居泰彦     | 庆应义塾长        | 1995年2月28日 - 2001年2月28日 |                                         |
| 15 | 奥岛孝康     | 早稻田大学校长    | 2001年2月28日 - 2003年2月28日 |                                         |
| 16 | 安西祐一郎   | 庆应义塾长        | 2003年2月28日 - 2009年2月28日 |                                         |
| 17 | 白井克彦     | 早稻田大学校长    | 2009年3月1日 - 2011年2月28日  |                                         |
| 18 | 清家笃       | 庆应义塾长        | 2011年3月1日 - 2016年6月21日  |                                         |
| 19 | 镰田薫       | 早稻田大学校长    | 2016年6月21日 - 2019年6月25日 |                                         |
| 20 | 长谷山彰     | 庆应义塾长        | 2019年6月25日 - 2021年6月8日  |                                         |
| 21 | 田中爱治     | 早稻田大学校长    | 2021年6月9日 – 現任           |                                         |

### 出典
1. ↑  .   [2024-06-24]. （原始内容存档于2016-06-25）.
2. ↑   (PDF). 一般社団法人日本私立大学連盟.   [2021-10-31]. （原始内容存档 (PDF)于2024-06-24）.
3. ↑  . 一般社団法人 日本私立大学連盟.   [2021-10-31]. （原始内容存档于2024-09-01）.

## 外部リンク
- 一般社団法人 日本私立大学連盟